# Перелік ударів по житловій забудові під час російського вторгнення (травень 2023)
Удари по житловій забудові України під час російсько-української війни — воєнний злочин, скоєний російськими військовими під час повномасштабного військового вторгнення в Україну.
У переліку подано інформацію про удари по житловій та громадській забудові яка була опублікована у відкритих джерелах. Подано інформацію про атаки протягом травня 2023 року.

## Загальна інформація
Згідно моніторингової місії ООН з прав людини в Україні відомо про 178 загиблих цивільних українців протягом травня 2023 року.

### Руйнування населених пунктів прилеглих до лінії зіткнення
У населених пунктах які знаходяться біля лінії бойового зіткнення, постійно відбуваються обстріли житлової та іншої цивільної забудови (у тому числі медичних установ, навчальних закладів, комерційної забудови). Впродовж травня 2023 року, обстріли відбувалися вздовж прикордонних громад Чернігівщини, Сумщини, та Харківщини, а також громад Запорізької, Дніпропетровської, Херсонської та Миколаївської областей із використанням ракет, безпілотників, мінометів, артилерії, реактивних систем залпового вогню, вогнем бронетехніки та стрілецької зброї.
Вздовж державного кордону:
- У Чернігівській області — Корюківська, Новгород-Сіверська, Семенівська, Сновська громади.
- У Сумській області — Білопільська, Великописарівська, Глухівська, Краснопільська, Миропільська, Новослобідська, Путивльська, Хотінська, Юнаківська громади.
- У Харківській області — Вільхуватська, Вовчанська, Дворічанська, Дергачівська, Золочівська, Липецька громади

Між тимчасово окупованою територією:
- У Харківській області — Борівська, Дворічанська, Ізюмська, Кіндрашівська, Куп'янська, Курилівська, Оскільська, Петропавлівська громади
- У Луганській області — Красноріченська, Лисичанська громади
- У Донецькій області — Званівська, Сіверська громади
- У Запорізькій області —
- У Херсонській області —
- У Миколаївській області —

## Перелік
Червоним кольором позначені атаки у яких відомо про загибель людей.
| дата і місце | дата і місце                     | тип зброї           | подробиці атаки, жертви (загиблі/поранені)                                      | подробиці атаки, жертви (загиблі/поранені) |
| ------------ | -------------------------------- | ------------------- | ------------------------------------------------------------------------------- | ------------------------------------------ |
| 01/05        | Чернігівська обл., Лизунівка     | авіабомбовий удар   | влучання двох авіабомб у школу та двір будинку                                  | 1/2                                        |
| 01/05        | Дніпропетровська обл., Павлоград | Х-101/Х-555         | окрім промислових об'єктів уражено 19 багатоповерхівок та 25 приватних будинків | 0/34                                       |
| 03/05        | Херсон                           | артобстріл          | обстріл Херсона 3 травня 2023 року, атакований гіпермаркет, житлові будинки     | 24/46                                      |
| 03/05        | Херсонська обл.                  | артобстріл          | обстріл Херсона 3 травня 2023 року, атакований гіпермаркет, житлові будинки     | 24/46                                      |
| 03/05        | Запоріжжя                        | С-300               | внаслідок обстрілу зазнали ушкоджень 44 приватних будинки                       | 0/9                                        |
| 04/05        | Одеса                            | Shahed 136          | влучання трьох БПЛА у будівлі гуртожитків, без жертв                            | —                                          |
| 05/05        | Донецька обл., Краматорськ       | С-300               | пошкоджено дитячий садок, коледж і житлові будинки                              | —                                          |
| 05/05        | Сумська обл., Глухів             | авіабомбовий удар   | від авіабомб пошкоджено 44 приватні домоволодіння й один освітній заклад        | 0/5                                        |
| 06/05        | Херсонська обл.                  | артобстріл          | піротехніки під час розмінування потрапили під обстріл                          | 6/2                                        |
| 07/05        | Харківська обл., Балаклія        | С-300               | влучання на територію автопарку                                                 | 0/7                                        |
| 08/05        | Одеса                            | Х-22                | влучання у промисловий склад та рекреаційні об'єкти                             | 1/3                                        |
| 09/05        | Харківська обл., Купʼянськ       | С-300               | обстріл житлової забудови населених пунктів                                     | —                                          |
| 09/05        | Донецька обл., Костянтинівка     | С-300               | обстріл житлової забудови населених пунктів                                     | —                                          |
| 09/05        | Донецька обл., Краматорськ       | С-300               | обстріл житлової забудови населених пунктів                                     | —                                          |
| 09/05        | Донецька обл., Слов'янськ        | С-300               | обстріл житлової забудови населених пунктів                                     | —                                          |
| 10/05        | Донецька обл., Костянтинівка     | С-300               | цивільна інфраструктура                                                         | —                                          |
| 10/05        | Херсон                           | РСЗВ                | Обстріл территорії ТРЦ «Фабрика» у Херсоні                                      | —                                          |
| 13/05        | Тернопіль                        | ракетний удар       | пошкодження промислової та цивільної інфраструктури                             | 0/2                                        |
| 14/05        | Тернопіль                        | ракетний удар       | пошкодження уламками житлових будинків, двох навчальних закладів та авто        | —                                          |
| 14/05        | Харків                           | С-300               | обстріл житлової забудови населених пунктів                                     | —                                          |
| 14/05        | Харківська обл., Золочів         | С-300               | обстріл житлової забудови населених пунктів                                     | —                                          |
| 16/05        | Херсонська обл., Малокаховка     | артобстріл          | влучання у приватну садибу                                                      | 1/0                                        |
| 16/05        | Миколаїв                         | Калібр              | влучання у супермаркет і житлові будинки                                        | —                                          |
| 16/05        | Донецька обл., Костянтинівка     | С-300               | цивільна інфраструктура                                                         | —                                          |
| 17/05        | Херсонська обл., Зеленівка       | невстановлена зброя | влучання у продуктовий магазин                                                  | 3/2                                        |
| 18/05        | Харківська обл., Циркуни         | С-300               | влучання у житловий будинок                                                     | 1/2                                        |
| 24/05        | Харківська обл., Великий Бурлук  | Shahed 136          | пошкоджено школу, адміністративну будівлю та будинок культури                   | —                                          |
| 24/05        | Сумська обл., Юнаківка           | авіабомбовий удар   | влучання авіабомби у дитячий садок                                              | —                                          |
| 26/05        | Херсонська обл., Новоберислав    | авіабомбовий удар   | влучання у цивільний ангар                                                      | 1/0                                        |
| 26/05        | Дніпро                           | С-300               | влучання у медичний заклад та ветеринарну клініку                               | 5/23                                       |
| 26/05        | Херсон                           | —                   | пошкодження приватного підприємства                                             | —                                          |
| 26/05        | Харківська обл., Ізюм            | Shahed 136          | влучання у об'єкти цивільної інфраструктури                                     | —                                          |